# The Best of Sepultura
The best of Sepultura kompilacija je brazilskog metal-sastava Sepultura. Diskografska kuća Roadrunner Records objavila ga je 12. rujna 2006. Album sadrži pjesme izvorno objavljenih na albumima s pjevačem Maxom Cavalerom.

## O albumu
Kompilaciju je 2006. objavio Roadrunner Records iako je u to vrijeme sastav imao ugovor s diskografskom kućom SPV GmbH, zbog čega nije dio službene diskografije. Kompilacija sadrži pjesme sa studijskih albuma koje je objavio Roadrunner – Schizophrenia (ponovno izdanje), Beneath the Remains, Arise, Chaos A.D. i Roots.

## Popis pjesama
| 1.    | »Troops of Doom« (ponovno izdanje Schizophrenia) | 3:20 |
| 2.    | »Beneath the Remains« (Beneath the Remains)      | 5:14 |
| 3.    | »Inner Self« (Beneath the Remains)               | 5:09 |
| 4.    | »Arise« (Arise)                                  | 3:18 |
| 5.    | »Dead Embryonic Cells« (Arise)                   | 4:52 |
| 6.    | »Desperate Cry« (Arise)                          | 6:41 |
| 7.    | »Refuse/Resist« (Chaos A.D.)                     | 3:19 |
| 8.    | »Territory« (Chaos A.D.)                         | 4:48 |
| 9.    | »Slave New World« (Chaos A.D.)                   | 2:56 |
| 10.   | »Biotecg Is Godzilla« (Chaos A.D.)               | 1:54 |
| 11.   | »Roots Bloody Roots« (Roots)                     | 3:32 |
| 12.   | »Attitude« (Roots)                               | 4:16 |
| 13.   | »Ratamahatta« (Roots)                            | 4:31 |
| 53:50 |                                                  |      |

## Zasluge
| Sepultura - Paulo Jr. – bas-gitara (pjesme 7. – 13.) - Andreas Kisser – glavna gitara, bas-gitara (pjesme 1. – 6.) - Igor Cavalera – bubnjevi - Max Cavalera – vokal, ritam gitara | Dodatni glazbenici - Carlinhos Brown – vokal (na pjesmi 13.) Ostalo osoblje - Don Kaye – popis pjesama - Scott Burns – produkcija, miks - Andy Wallace – produkcija, miks - Mark Weiss – fotografije - Carole Segal – fotografije |